# Тобиаш, Эммануил Михайлович
Эммануил Михайлович Тобиаш (1906 — 1995) — советский театральный актёр и диктор.
33 года в Москве можно было услышать голос Тобиаша в «говорящих часах» — службе точного времени, позвонив по телефону «100». Работал на радио вместе с Ольгой Высоцкой.

## Биография
Родился в 1906 году в Одессе.
Учился в театре-студии при Государственной академии художественных наук в Москве (1928—1931).
В 1930—1937 годах — актёр   театра-студии под руководством Р. Н. Симонова.
В 1937—1938 годах — в теаре «ТРАМ», в 1938—1941 — актёр Московского театра для детей. Одновременно работал диктором во Всесоюзном радиокомитете, с 1937 года — диктор Всесоюзного радио.
Играл в спектаклях «Энтузиасты» (1932), «Вишнёвый сад» (1933), «Поднятая целина» (1934) и других. Также в 1934 году снялся в кино «Весенние дни».
Участник Великой Отечественной войны, Почётный радист (1947).
Скончался в Москве в 1995 году. Урна с прахом захоронена в секции №  17 закрытого колумбария Ваганьковского кладбища.
Жена — Соколова-Тобиаш Клавдия Семёновна (1916—1980).

## Звания и награды
- Награждён медалями СССР, в том числе «За доблестный труд».
- В 1969 году Эммануилу Михайловичу Тобиашу было присвоено почетное звание — заслуженный артист РСФСР.